# Anifilm
Anifilm je mezinárodní festival animovaných filmů založený v roce 2010. Festival nabízí přehlídku filmů z celého spektra animace a uděluje ceny v několika kategoriích, např. nejlepší krátký film nebo nejlepší celovečerní film pro dospělé. Do roku 2019 se Anifilm konal v jihočeské Třeboni (okres Jindřichův Hradec), od 5. do 10. května 2020 se poprvé konal v Liberci (okres Liberec).
Festival představuje aktuální trendy, postupy, technologie a animační techniky. Podporuje rozpracované či zcela nové animační projekty, jejich tvůrce, producenty a distributory. Poskytuje prostor pro pozitivní konfrontaci a navazování nových kontaktů mezi filmovými profesionály z celého světa.

## Historie a oceněné filmy

### Anifilm 10 (2019)
Festival se konal 7. - 12. května v Třeboni.
V mezinárodní soutěži celovečerních filmů zvítězil chilský, experimentálně laděný a silně originální Vlčí dům (r. Cristóbal León, Joaquín Cociña), zvláštní uznání pak získal kanadský snímek Ville Neuve (r. Félix Dufour-Laperrière). Cenu pro nejlepší celovečerní film pro děti se porota rozhodla udělit anime filmu Mirai, dívka z budoucnosti. Zvláštní uznání v této podkategorii si odnáší film Pačamama.  
Jiná tříčlenná porota rozhodovala o krátkých a studentských filmech. V první z těchto kategorií zvítězil kanadský snímek Zvířecí chování z produkce NFB, zvláštní uznání pak získal francouzský film Vejce. Mezi studenty zabodoval britský počin Dobré úmysly, zvláštní uznání pak získal český anidok Spolu sami.
Třetí porota hodnotila nenarativní a abstraktní animace a také videoklipy. Mezi nenarativními filmy zvítězil britský Polospánek, zatímco zvláštní uznání putuje do Rakouska. Dostal ho známý experimentátor Thomas Renoldner za svůj hraniční počin Nevím co. Nejlepším videoklipem je hravě ztvárněný Elves of Karoo, zvláštní uznání získal Mr. Fear.
O vítězích národní soutěže Český obzor rozhodla svým hlasováním početná Rada animovaného filmu. Nejlepším krátkým filmem je Kdesi, nejlepším studentským pak „famácká“ Schovka. V kategorii tv tvorby zvítězil vánoční speciál pořadu Zpívejte s námi a mezi videoklipy vyhrál Shabazz Palaces: Gorgeous Sleeper Cell. Nejlepší českou zakázkou je spot Jak to snáší, jehož výtvarnicí je autorka festivalového vizuálu Veronika Zacharová.
Poslední soutěží je klání počítačových her. Zde v kategorii Nejlepší počítačová hra pro děti zvítězil projekt Donut County. Cenu za nejlepší výtvarný počin v počítačové hře si odnáší Homo Machina.
O celovečerních filmech rozhodovala scenáristka, producentka a režisérka Anca Damian, mimo jiné autorka úspěšných animovaných dokumentů Crulic – Cesta na onen svět nebo Kouzelný vrch. Spolu s ní zasedl v porotě francouzský producent Ron Dyens, zakladatel Sacrebleu Productions, jehož portfolio čítá mnohé festivalové hity nebo celovečerní Až na severní pól. Trojlístek doplnila Anna Vášová, coby dramaturgyně a scenáristka (Websterovci, Mimi a Líza), se zkušenostmi z České televize, Evropské vysílací unie či Visegrad Animation Fora (nyní CEE Animation).
V porotě krátkých a studentských filmů usedl patrně nejznámější současný švýcarský režisér Georges Schwizgebel, který proslul svými uhrančivými malovanými filmy. Ceny za ně sbírá na festivalech po celém světě. Dále pak švédský specialista na anidok Jonas Odell, jehož způsob práce ovlivnil celou generaci tvůrců. Odellova stylu si cení i kapely jako Franz Ferdinand či U2, pro které vytvářel videoklipy. O krátkometrážní tvorbě rozhodovala také jedna z nejúspěšnějších představitelek nové generace českého animovaného filmu Kateřina Karhánková. Její film Plody mraků je patrně nejuváděnějším i nejoceňovanějším tuzemským animovaným snímkem současnosti.
O nejlepší abstraktní a nenarativní animaci a videoklipech rozhodoval tvůrce oceňovaných krátkých filmů (např. Life Line či Baths) a videoklipů (mj. pro Basement Jaxx či LCAW) Tomek Ducki, dlouholetá kurátorka festivalu DOK Leipzig a někdejší ředitelka Filmfest Dresden Annegret Richter, zastupující německou asociaci animovaného filmu. Z Německa rovněž pochází Max Hattler, významný tvůrce na poli současného experimentu. Již řadu let sbírá ceny na mezinárodní scéně a od loňska je i držitelem animorphy za svůj film Divizní artikulace.
Džunglí všech vybraných her se musela proklestit Tereza Krobová, žurnalistka a badatelka v oblasti game studies. Při pátrání po nejlepší hře jí byl partnerem výtvarník, animátor a již několik let především autor počítačových her Jaromír Plachý. Na kontě má světoznámé hity Botanicula a Chuchel. Pomohl jim také Adriaan de Jongh, proslulý holandský vývojář, který si nezávislou scénu získal hrou Hidden Folks, oceněnou rovněž na Anifilmu.

### Anifilm 09 (2018)
Festival se konal 1. – 6. května v Třeboni.
Hlavní cenu za celovečerní film pro děti v Mezinárodní soutěži celovečerních filmů získala irská režisérka Nora Twomey za snímek Živitel, za celovečerní film pro dospělého diváka pak hlavní cenu získal korejský režisér Yongsun Lee za snímek Skončím prostě na ulici. Cenu za nejlepší krátký film si odvezla estonská režisérka Chintis Lundgren za film Manivald. Nejlepším studentským filmem je britský snímek Dost režisérky Anny Mantzaris. V kategorii abstraktních/nenarativních filmů zvítězil snímek uznávaného experimentátora Maxe Hattlera Divizní artikulace a v kategorii videoklipů si cenu odnáší Číňan Lei Lei s poněkud atypickým klipem The Shanghai Restoration Project: I Don’t Like the Comics You Drew.
Novinkou Anifilmu 2018 byla národní soutěž Český obzor. V kategorii krátkých filmů této soutěže zvítězil snímek Víta Pancíře Chůze a běhy. Ze studentských filmů uspěl snímek WOO-HOO! Dávida Štumpfa z pražské FAMU. Mezi TV a online filmy uspěl seriál Alexandry Májové a Kateřiny Karhánkové Mlsné medvědí příběhy: Hurá na borůvky! V kategorii zakázek pak zvítězil spot Jupí horký nápoj režiséra Michala Žabky a mezi videoklipy zabodovala Krosna, kterou v české produkci natočil japonský autor Kosuke Sugimoto k písni Báry Polákové.
V mezinárodní soutěži počítačových her zvítězily tituly GNOG v kategorii Výtvarný počin ve hře a český Chuchel v kategorii Hra pro děti.
O vítězích z mezinárodní soutěže rozhodli porotci, a jako vždy významní představitelé z oboru. Anifilm má široký záběr soutěžních kategorií, proto měl tříčlenné poroty hned čtyři.
O vítězi v kategorii celovečerních filmů rozhodli animátor Elie Chapuis ze Švýcarska, který se podílel na filmech Fantastický pan Lišák, Můj život Cuketky a nedávno též na Psím ostrově, Američanka Robin Cooper, která působila mimo jiné v proslulém studiu Pixar na pozici Art Designer a dále francouzský producent a spolupracovník Wese Andersona Ben Adler.
Osud krátkých a studentských soutěžních filmů měli v rukou maďarská producentka Brigitta Iványi-Bitter, stojící za svéráznou sérií Candide, dále proslulý režisér Chris Landreth, oceněný Oscarem za film Ryan a specializující se na CGI animaci. Na tu je zaměřený i třetí člen poroty, český režisér Libor Pixa, tvůrce úspěšných autorských i zakázkových filmů.
Neméně zajímavé osobnosti figurovali v porotě nenarativních / abstraktních animací a videoklipů. Vítězné filmy vybrali režisér zcela originálních CGI filmů Faiyaz Jafri z USA, česká publicistka a teoretička Kamila Boháčková a mezinárodně proslulý režisér nenarativních animací a tvůrce instalací Boris Labbé, původem z Francie.
V porotě Mezinárodní soutěže nezávislých počítačových her zasedli Ricky Haggett (Hollow Ponds), vývojář her jako Loot Rascals nebo Hohokum, Luke Whittaker (State of Play), tvůrce her Lumino City, KAMI nebo INKS. Za českou stranu to byl Vojtěch Vaněk ze studia Paperash studio, které vyvíjelo úspěšnou hru Dark Train.

### Anifilm 08 (2017)
Festival se konal 2. - 7. května v Třeboni. Hlavní cenu poroty v Mezinárodní soutěži celovečerních filmů pro dospělé získal jeden z předních francouzských tvůrců Jean-François Laguionie za poetický snímek Louise na pobřeží. Zvláštní uznání v této kategorii si odnesl americký autor Dash Shaw za film Jak se mi potopila střední škola, který natočil podle vlastního populárního komiksu. Hlavní cenu v Mezinárodní soutěži celovečerních filmů pro děti porota přiřkla švýcarsko-francouzskému snímku Můj život Cukety režiséra Claudea Barrase, který ještě před Anifilmem stihl získat cenu za nejlepší evropský animovaný celovečerní film a byl nominován na Oscara.
V Mezinárodní soutěži krátkých filmů získal hlavní cenu španělský režisér Alberto Vázquez za svůj film Decorado. Zvláštní uznání si odnáší maďarský snímek Balkon, který režíroval David Dell’Edera.
Hlavní cena v Mezinárodní soutěži studentských filmů odjela do Polska – porota ji udělila Renatě Gasiorowské za film Pipka. Zvláštní uznání v této soutěžní kategorii pak zůstalo doma – porota jej udělila Kateřině Karhánková z pražské FAMU za film Plody mraků.
V Mezinárodní soutěži abstraktních a nenarativních animací si hlavní cenu odvezl snímek Orogeneze francouzského režiséra Borise Labbého a zvláštní uznání pak film Volno německé animátorky Urte Zintlerové. Další soutěžní kategorii, Mezinárodní soutěž videoklipů, ovládl režisér Hoji Tsuchiya s klipem Uri Nakayama: Spring Time-Old Man. Zvláštní uznání si pak rozdělila francouzská tvůrčí dvojice Mrzyk & Moriceau za videoklip The Avalanches: Subways.
Novinkou Anifilmu 2017 byla Mezinárodní soutěž nezávislých počítačových her, z které si cenu za výtvarný počin v nezávislé počítačové hře odveze dánské studio Playdead za hru INSIDE a cenu za nezávislou počítačovou hru pro děti a mládež pak holandský autor Adriaan de Jongh za hru Hidden Folks.
V porotách pro celovečerní i pro všechny kategorie krátkometrážní tvorby zasedli opět odborníci z různých zemí, kteří jsou zběhlí jak v praxi, tak teorii animovaného filmu jako například italská animátorka Magda Guidi nebo kurátorka a pedagožka Chiara Magri. Převahu žen v porotách doplnila česká režisérka, proslavená svým uměním animace malby na skle Lucie Sunková, producentka Pavla Janoušková Kubečková a filmová historička a teoretička Sylva Poláková. Do Třeboně dorazili rovněž specialisté na zvláštní techniky animace – oceňovaný argentinský tvůrce Juan Pablo Zaramella a srbský animátor Miloš Tomić, který studoval i na pražské FAMU. V porotě pro celovečerní filmy zasedli slavný belgický režisér a scenárista Stéphane Aubier, jehož tvorbu určitě znají i čeští diváci díky celovečernímu filmu Panika v městečku, a který tvoří 50% tvůrčí dvojice přezdívající si Pic Pic André (druhých 50% je pak jeho kolega Vincent Patar). Společnost mu dělal kurátor a producent Mihai Mitrica, zakladatel rumunského festivalu Anim’est.

### Anifilm 07 (2016)
Festival se konal 3.-8. května v Třeboni. Hlavní cenu poroty v Mezinárodní soutěži celovečerních filmů pro dospělé získali režiséři Charlie Kaufman a Duke Johnson za snímek Anomalisa. Zvláštní uznání v této kategorii si odnesl Jan Bultheel za film Cafard. Nejlepším snímkem Mezinárodní soutěže celovečerních filmů pro děti vyhlásila porota francouzsko-belgický film Phantom Boy režisérů Alaina Gagnola a Jean-Loup Felicioliho. Francouzskou dominanci pak potvrdil film Adama režiséra Simona Roubyho, který získal od poroty čestné uznání.
V Mezinárodní soutěži krátkých filmů získal hlavní cenu francouzský režisér David Coquard-Dassault za svůj film Periferie. Zvláštní uznání si z Anifilmu odnáší irský režisér Jack O'Shea za film Temný kabát.
Hlavní cena v Mezinárodní soutěži studentských filmů porota udělila českému filmu Happy End režiséra Jana Sasky z pražské FAMU. Další studentský film Vlčí hrátky chorvatské režisérky Jeleny Oroz z Academy of Fine Arts Zagreb si z festivalu odváží čestné uznání.
V  Mezinárodní soutěži abstraktních a nenarativních animací si festivalový vavřín odváží snímek Nepřítomný rakouské režisérky Nikky Schuster. Další soutěžní kategorií byla Mezinárodní soutěž videoklipů, kterou ovládl režisér Masanobu Hiraoka s klipem k písni The Eye of the Storm skupiny EZ3kiel.
V porotách zasedli Jakub Pístecký, Javier Mariscal a Noureddin Zarrinkelk (soutěž celovečerních filmů), Chintis Lundgren, Jan Pinkava, Rosto (soutěž krátkých a studentských filmů), Vera Neubauer, Carolina López Caballero a Ondřej Švadlena (soutěž abstraktních a nenarativních filmů, soutěž videoklipů).
Soutěžní novinkou sedmého Anifilmu byla soutěž o diváckou cenu pro nejlepší český film festivalu, kterou si odnesl film Až po uši v mechu režisérů Filipa Pošivače a Barbory Valecké.
Téma sedmého Anifilmu neslo název "Kde domov můj" a zabývalo se otázkou migrace v animaci, exilu a hledání kořenů.
Cenu za celoživotní přínos animovaného filmu získal Václav Mergl. Autorem vizuálu byl David Pucherna.

### Anifilm 06 (2015)
Šestý ročník Anifilmu proběhl 5. – 10. května 2015 v Třeboni. Hlavní cenu poroty v Mezinárodní soutěži celovečerních filmů pro dospělé
získal španělský režisér Sam Conflictivos za snímek Posedlý. Zvláštní uznání v této kategorii si odnesla animátorka Signe Baumane za film Šutry v kapsách. Nejlepším snímkem Mezinárodní soutěže celovečerních filmů pro děti vyhlásila porota film Příběh o princezně Kaguje japonského režiséra Isao Takahaty. Film Píseň moře Tomma Moorea získal od poroty čestné uznání. V Mezinárodní soutěži krátkých filmů zvítězil americký film Svět zítřka režiséra Dona Hertzfeldta. Zvláštní uznání si odnesl český film Anatomie Pavouka režiséra Vojtěcha Kisse.
Hlavní cenu v Mezinárodní soutěži studentských filmů
získala režisérka Daisy Jacobs za snímek Širší perspektiva. Studentský film Jídlo režisérky Siqi Song získal čestné uznání.
V  Mezinárodní soutěži nenarativních, experimentálních
a hraničních forem animace cenu odnesl Jerzy Kucia za snímek Fuga pro
violoncello, trumpetu a krajinu a čestné uznání připadlo na film Fok Nabo Distorio, který na Estonian Academy of Arts vytvořil režisér Francesco Rosso. V Mezinárodní soutěži videoklipů zvítězil Tomek Ducki s klipem Zhu: Paradise Awaits.
V porotách zasedli Michèle Cournoyer, Andrea Martignoni,
Bastien Dubois, Nancy Phelps, Niki Lindroth von Bahr, Lukáš Skalník, Anna Ida Orosz, Lou Sanitráková a Maroš Brojo.
Hlavním tématem byla aplikovaná animace, dále se promítaly švédské filmy a speciální výběr „Street animace“. Cenu za celoživotní dílo dostala Vlasta Pospíšilová.

### Anifilm 05 (2014)
Festival se konal 6. – 11. května 2014 v Třeboni a jeho
hlavním tématem byla totální animace. Vymezení totální animace vychází z technologického zpracování kresby či malby animované v jedné
vrstvě. Jedná se o techniku, při které jsou střih a pohyby kamery vytvářeny skrze animaci. Esteticky se totální animace vyznačuje stálými
proměnami, průlety prostorem a mezi stěžejní vyjadřovací prostředky patří metamorfózy.
Cena za celoživotní dílo byla udělena Zdeňku Smetanovi, autorovi nezapomenutelných večerníčků, ale i animovaných satir pro dospělé. Dále
se v programu objevily programy jako fokus na finskou animaci, nezávislá čínská
tvorba či výběr filmů Sylvaina Chometa (tzv. „Pohledy“).
V porotách zasedli Florence Miailhe, Kristina Dufková, Phil Mulloy, Marek Skrobecki, Ferenc Cakó, Haiyang Wang, František Váša, Philippe
Moins, Eija Saarinen a Mark Shapiro.
Hlavní cenu poroty v Mezinárodní soutěži celovečerních filmů pro dospělé získal americký režisér Bill Plympton za snímek Cheatin'. Nejlepším snímkem Mezinárodní soutěže celovečerních filmů
pro děti vyhlásila porota film Chlapec a svět (O menino e o mundo) brazilského režiséra Alêho Abreua. Film Barva pleti: medová (Approved for Adoption/Couleur de peau: miel) režisérů Junga a Laurenta Boileaua získal od poroty čestné uznání.
V Mezinárodní soutěži krátkých filmů zvítězil estonský film Nejhorší možný scénář (Must Stsenaarium) režiséra Kristjana Holma. Hlavní cenu v Mezinárodní soutěži
studentských filmů obdržel režisér a student Lucerne University Michael Frei za snímek Plug and Play. Další studentský film Symfonie č. 42 (Symphony No. 42) režisérky Réky Bucsi z Moholy-Nagy University of Art and Design Budapest si z festivalu odvezl čestné uznání.

### Anifilm 04 (2013)
Čtvrtý ročník Mezinárodního festivalu animovaných filmů Anifilm 04 se odehrál 3. až 8. května 2013. Hlavní cenu poroty v Mezinárodní soutěži celovečerních filmů pro dospělé získal za svůj celovečerní debut režisér Chris Sullivan za snímek Městečko velkých duchů (Consuming Spirits). Nejlepším snímkem Mezinárodní soutěže celovečerních filmů pro děti vyhlásila porota francouzsko-belgický Den vran (Le jour des corneilles) režiséra Jeana-Christopha Dessainta. V Mezinárodní soutěži krátkých filmů zvítězil koprodukční snímek Otec (Father) režisérů Ivana Bogdanova, Moritze Mayerhofera a Asparuha Petrova. Hlavní cenu v Česko-Slovenské soutěži studentských filmů obdržel režisér Martin Máj za snímek Cizinec. Vítězové si kromě finanční odměny odnesli Animorphu, cenu z křišťálového skla z designového studia Morphe.
Na začátku festivalu byly uděleny dvě ceny. Cenu za celoživotní přínos animovanému filmu získal výtvarník Adolf Born. Cenu Artis Bohemiae Amicis (udělovanou ministryní kultury ČR) získala animátorka a režisérka Michaela Pavlátová.
O vítězi v kategorii celovečerních snímků rozhodovala porota ve složení: Amid Amidi (USA), Igor Passel (Slovinsko) a Regina Pessoa (Portugalsko). V Mezinárodní soutěži krátkých filmů a Česko-slovenské soutěži studentských filmů vybírali vítěze tito: Alicija Jodko (Polsko), Petr Koliha (ČR) a Stefano Scapolan (Itálie).
Na jednotlivé filmové, odborné i doprovodné programy přišlo téměř 21 000 diváků, ve čtyřech soutěžních sekcích se utkalo šedesát snímků, a z toho deset celovečerních. V doprovodných programech pak bylo odpromítáno dalších dvě stě třicet filmů. Proběhlo přes dvacet workshopů, přednášek a prezentací.
Tento ročník festivalu zmapoval samotné počátky animace – první pokusy o animaci přiblížila Sylvie Saerens v přednášce o svém pradědečkovi Charlesi-Émilu Reynaudovi a její slova podepřela výstava unikátních přístrojů a dochovaných fragmentů Reynaudových děl. Legendární společnosti UPA (United Production of America), která změnila pohled na animovanou tvorbu, se věnovala nejen čtyři tematická pásma, ale také přednášky a panelová diskuse, kterou moderoval Amid Amidi a které se mj. zúčastnili např. Gene Deitch či Emily Hubley. Nejnovější díla z televizní animované tvorby přinesla sekce Animo TV a v rámci oslav 60 let od prvního vysílání České televize byla uvedena pásma večerníčků pro děti a také méně známých večerníčků pro dospělé. Sekce Bilance nabídla šest animovaných trháků roku 2012, nevyjímaje oscarovou Rebelku, Frankenweenieho Tima Burtona či Piráty Petera Lorda. Peter Lord pro tento ročník Anifilmu sestavil pásmo filmů, které jej inspirovaly a ovlivnily tím jeho tvorbu. Režisér Borivoj Dovniković pak připravil přehlídku stěžejních snímků Zagreb Filmu, společnosti, která v roce 2013 slaví 60 let od svého založení.
Poprvé se tento rok uskutečnil třídenní profesionální program Visegrad Animation Forum (Anifilm jej pořádá ve spolupráci s Asociací animovaného filmu), který má napomoci rozvoji animované tvorby v regionu. Fóra se zúčastnilo kolem 150 zahraničních hostů.
Game Day, pořádaný v rámci speciálního programu, byl věnován herní animaci, a to jak již hotovým hrám, tak těm vznikajícím. Pásmo nezávislých her pro ANIFILM sestavil a uvedl Jakub Dvorský ze studia Amanita Design.

### Anifilm 2012
Třetí ročník se odehrál 3.5. až 8.5. Na festivalu bylo možné zhlédnou přehlídku filmů sestavenou americkým oscarovým režisérem Billem Plymptonem a i přehlídku filmů z Estonska v Estonské retrospektivě. Dále přehlídku animovaných dokumentů a hororů nebo přehlídku významného českého tvůrce Jiřího Brdečky. Veřejnost si také mohla vyzkoušet nejrůznější animační techniky.
Součástí festivalu bylo i v tomto ročníku setkání českých i zahraničních tvůrců počítačových her, tzv. Game day a byly rovněž udělený ceny pro nejlepší české hry předcházejícího roku.
Hlavní cenu v Mezinárodní soutěži celovečerních filmů pro dospělé získal za film Alois Nebel režisér Tomáš Luňák. Nejlepším snímkem Mezinárodní soutěže celovečerních filmů pro děti vyhlásila porota Obraz (Painting) režiséra Jean-Françoise Laguionie, zvláštní uznání poroty si vysloužila Anca Damian za snímek Crulic – cesta na Onen svět (Crulic – the Path to Beyond / Crulic – drumul spre dincolo). Nejlepším filmem Mezinárodní soutěže krátkých filmů natočených profesionály se stal Ach, Willy (Oh Willy…) v režii Emmy de Swaef a Marca J. Roelse, zvláštní uznání poroty patří snímkům Poslední autobus (The Last Bus) Martina Snopka a Ivany Laučíkové a Hemžení (Swarming) režiséra Joniho Männistö. Hlavní cenu v Česko-Slovenské soutěži studentských filmů obdržel Martin Živocký za snímek Případ (Case), zvláštní uznání mají Mechanický dědeček (Mechanical Grandpa) Jakuba Kouřila a snímek Evoluce sexu ve vesmíru (Sex Evolution in the Space) Aleše Koudely.
V porotě rozhodující v soutěžích celovečerních filmů zasedli Theodore Ushev (Kanada), Emily Hubley (USA) a Edgar Dutka (ČR). Mezinárodní krátké filmy a Česko-Slovenské studentské filmy hodnotili Martin Vandas (ČR), Katarína Kerekešová (Slovensko), Sarita Christensen (Dánsko), Olga Pärn (Estonsko) a Ant Blades (Velká Británie).

### Anifilm 2011
Druhý ročník se konal 3.5. až 8.5. a od tohoto ročníku se již oficiálně jmenuje Anifilm. Hlavní cenu za celovečerní film pro dospělé získalo Přežít svůj život Jana Švankmajera. Mezi dalšími oceněnými filmy bylo Fimfárum 3 za nejlepší film pro děti. Ceny se udílely i za nejlepší krátký film a v Česko-Slovenské soutěži pak i cena za nejlepší studentský film. Jan Švankmajer si zároveň odnesl cenu za celoživotní přínos animovanému filmu. Od tohoto ročníku je součástí festivalu i tak zvaný Game day, dvoudenní setkání tvůrců počítačových her v jehož rámci se prezentovaly nově vznikající projekty a probíhaly přednášky týkající se tohoto odvětví. V rámci festivalu se pak na závěr udělily i ceny za nejlepší projekty uplynulého roku.
Hlavní cenu v Mezinárodní soutěži celovečerních filmů pro dospělé získal za film Přežít svůj život (Surviving Life) režisér Jan Švankmajer, zvláštní uznání přiřkla porota snímku Metropie (Metropia) Tarika Saleha. Nejlepším snímkem Mezinárodní soutěže celovečerních filmů pro děti vyhlásila porota Fimfárum: do třetice všeho dobrého (Fimfarmu: Third Time Lucky) režisérů Kristiny Dufkové, Vlasty Pospíšilové a Davida Súkupa. Nejlepším filmem Mezinárodní soutěže krátkých filmů natočených profesionály se stali Potápěči v dešti (Divers in the Rain) režisérů Olgy & Priit Pärnových, zvláštní uznání poroty patří snímku Johanna Weilanda a Uwe Heidschöttera Chlapec a netvor (The Little Boy and the Beast). Hlavní cenu v Česko-Slovenské soutěži studentských filmů obdržela režisérka Soňa Jelínková za snímek Věnováno tmě (Dedicated to Darnkess), zvláštní uznání mají Zimní poutníci (Winter Pilgrims) Alžběty Beránkové.
Ve festivalových porotách zasedli Avi Ofer (Izrael), Nora Twomey (Irsko), Francoise Cathala (Belgie), Daniel Suljic (Chorvatsko), Leopold Maurer (Rakousko), Ivana Laučíková (Slovensko) a Vratislav Šlajer, Galina Miklínová, Aurel Klimt a Michael Havas (všichni ČR).

### Anifilm 2010
První ročník festivalu se uskutečnil 28. dubna až 2. května 2010, tehdy ještě pod názvem Mezinárodní festival animovaných filmů. Konal se v prostorách divadla J. K. Tyla, Kině Světozor, v sále zámku Třeboň a v KC Roháč. Projekce filmů rovněž probíhala na Masarykově náměstí a na hladině rybníka Svět.
Kaleidoskop byl název přehlídky současných celovečerních animovaných filmů, které se nějakým způsobem snaží hledat nové cesty v animaci nebo byly již oceněny na některém ze světových festivalů. Jednalo se třeba o snímky Fantastický pan Lišák nebo Tajemství tety Eleenory. Kaledoskop short naopak představil významné krátké filmy, které vznikly v posledních letech. Bilance nabídla přehlídku nejpopulárnější animovaných filmů, které bylo možné v loňském roce zhlédnout v českých kinech – Číslo 9, Panika v Městečku, Jak vycvičit draka a řadu dalších. Festival spolu s francouzskou ambasádou a MFAF Annecy nabídl výběrovou přehlídku toho nejlepšího z francouzské animované tvorby. V dalším pásmu bylo možno vidět animované filmy z NDR. V pásmu filmů Pohled(y) představila režisérka a scenáristka Maria Procházková filmy, které jí ovlivnily a posléze i své vlastní. Fokus nabídl odborný výběry z filmů specializující se na vybrané fenomény aktuálních v animaci. Pásmo filmů Jacquese Drouina zase nabídlo přehlídku krátkometrážních filmů tohoto významného tvůrce světového významu. Dětskému publiku festival nabídl ve spolupráci s Českou televizí přehlídku večerníčků anebo filmový maratón, kdy bylo možné naráz zhlédnout všech šedesát dílů seriálu Ovečka Shaun studia Aardman. Work in progress předvedl v současnosti vznikající české animované projekty, např. večerníček O vose Marcelce nebo film Jana Švankmajera Přežít svůj život.

## Oceněné celovečerní filmy
- 2016 Anomalisa (Nejlepší celovečerní film pro dospělého diváka) - režie Charlie Kaufman a Duke Johnson (USA)
- 2015 Poseso (Nejlepší celovečerní film pro dospělého diváka) - režie Sam Conflictivos (SP)
- 2014 Cheatin' (Nejlepší celovečerní film pro dospělého diváka) - režie Bill Plympton (USA)
- 2013 Městečko velkých duchů (Nejlepší celovečerní film pro dospělého diváka) - režie Chris Sullivan (USA)
- 2012 Alois Nebel (Nejlepší celovečerní film pro dospělého diváka) – režie Tomáš Luňák (CZ)
- 2011 Přežít svůj život (Nejlepší celovečerní film pro dospělého diváka) – režie Jan Švankmajer (CZ)